# Аникия Юлиана
Ани́кия Юлиа́на (лат. Anicia Iuliana; ок. 462 — 528) — дочь римского императора Олибрия, покровительница искусств, меценат. По отцу принадлежала к сенаторскому роду Анициев, а по матери (Плацидии) — приходилась внучкой императору Валентиниану III и Лицинии Евдоксии.

## Биография
Аникия Юлиана родилась около 462 года в Константинополе. После того как её отец Олибрий в 472 году, став императором, уезжает в Италию, она остаётся жить с матерью. После смерти матери она становится наследницей большого состояния и, по словам Кирилла Скифопольского, проявила себя как щедрый ктитор и меценат. Она была женой германца Ареобинда, её сын Флавий вступил в брак с Ириной, дочерью императора Анастасия I. Муж и сын претендовали на императорский престол Восточной Римской империи.
Аникией был построен и восстановлен ряд церквей в Константинополе. Наибольшую известность она получила благодаря постройки ею храма святого Полиевкта, возведённого в 524—527 годы на пути от форума Феодосия к церкви Двенадцати апостолов. Храм представлял собой купольную базилику, которая была самым большим и роскошным храмом Константинополя до возведения императором Юстинианом I собора Святой Софии и храма Святой Ирины. В XIII веке базилика была уничтожена, её раскопки были выполнены в 1960-е годы.
В вопросах веры Аникия Юлиана была последовательной сторонницей решений Халкидонского собора: «Юлиана, знаменитейшая из госпож, построившая храм Богородицы в Оноратах, сильно вступалась за Халкидонский собор, так что сам император напрасно истощал все усилия свои, чтобы склонить её к признанию Тимофея…».
В Метрополитен-музее (Нью-Йорк) хранится мраморный бюст, который считают возможным скульптурным портретом Аникии Юлианы на основании его физиогномического сходства с её изображением на миниатюре Венского Диоскорида. Однако ряд исследователей датирует его более ранним периодом и ставит под сомнение его идентификацию с Аникией Юлианой.

## Венский Диоскорид

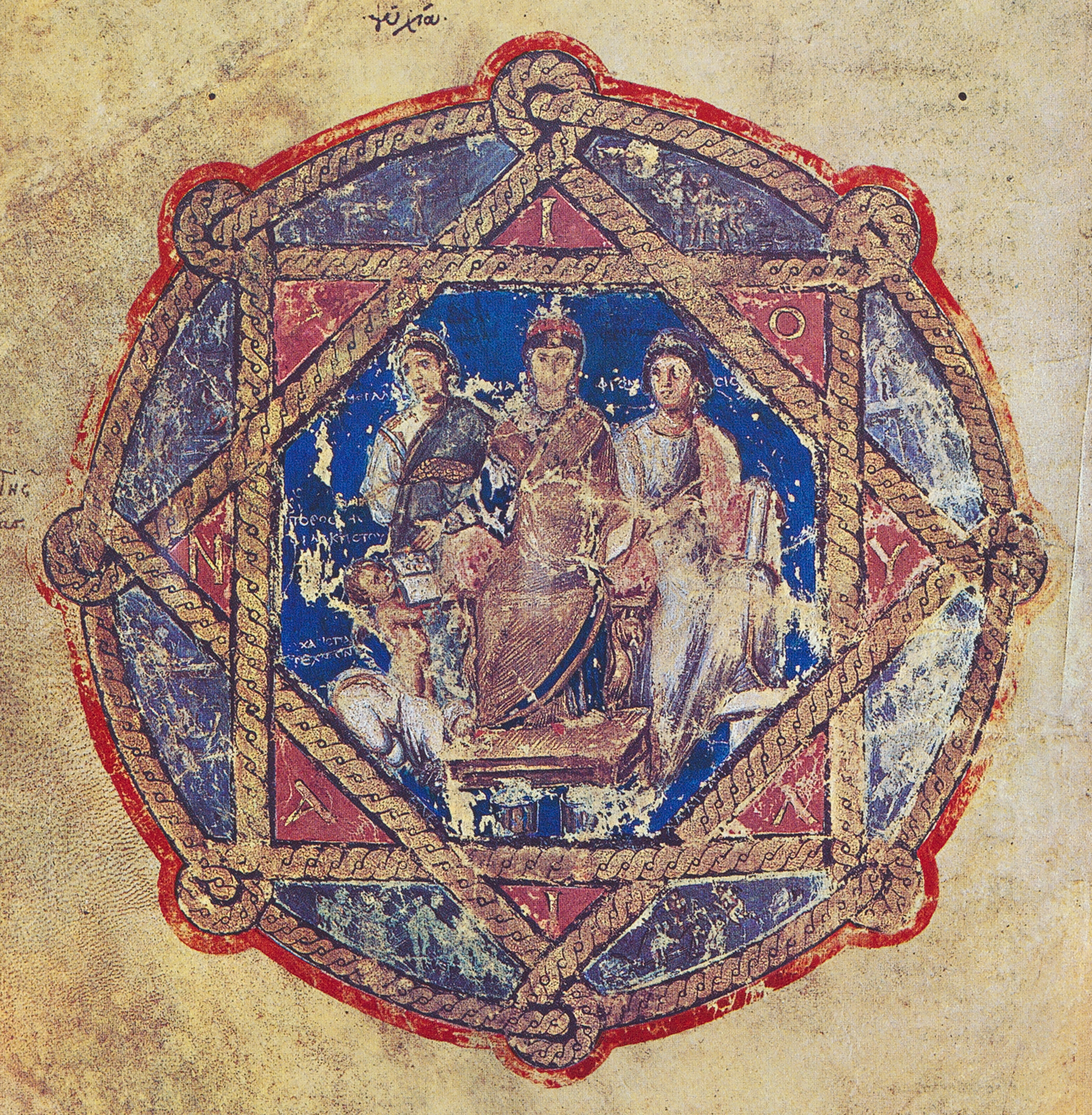
Портрет Аникии Юлианы из Венского Диоскорида

По заказу Аникии Юлианы в начале VI века (не позднее 512 года) была создана иллюминированная рукопись сочинения Диоскорида «О лекарственных веществах». По другой версии рукопись была создана как подарок Аникии в благодарность за основание церкви (см. ниже о посвятительной надписи). Рукопись украшают 435 тщательно выполненных рисунков растений и животных, а также пять фигурных миниатюр в эллинистическом духе. На четырёх представлены четырнадцать знаменитых римских и греческих врачей, а на пятой портрет Аникии Юлианы в окружении аллегорических фигур Великодушия и Мудрости. В надписи, сопровождающей миниатюру, содержится похвала Аникии Юлиане за постройку ею в 512—513 году церкви в районе Константинополя Гонората.